# Luitpoldpark (Bad Kissingen)

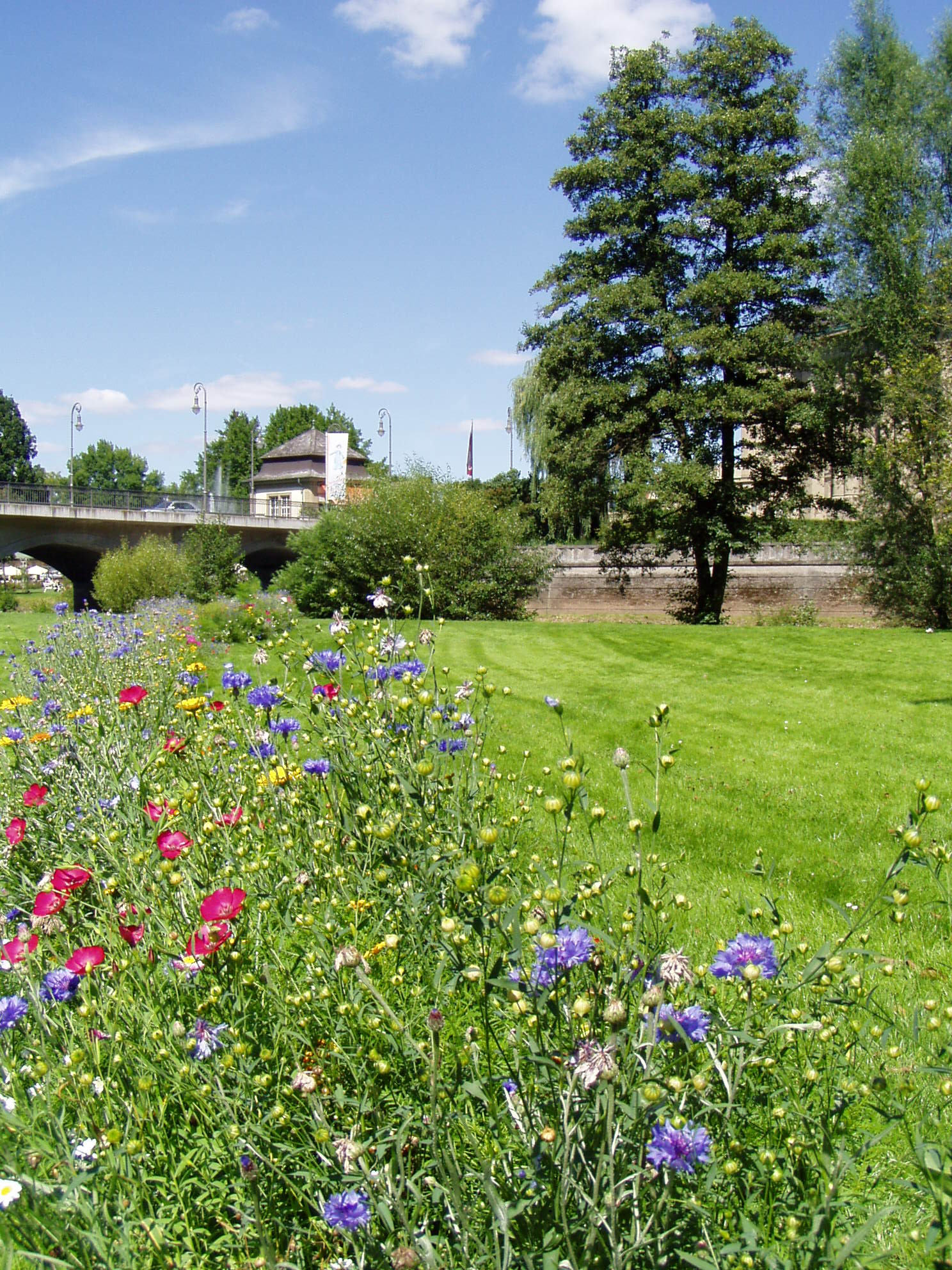
Panorama vom Luitpoldpark mit Ludwigsbrücke (im Hintergrund links).

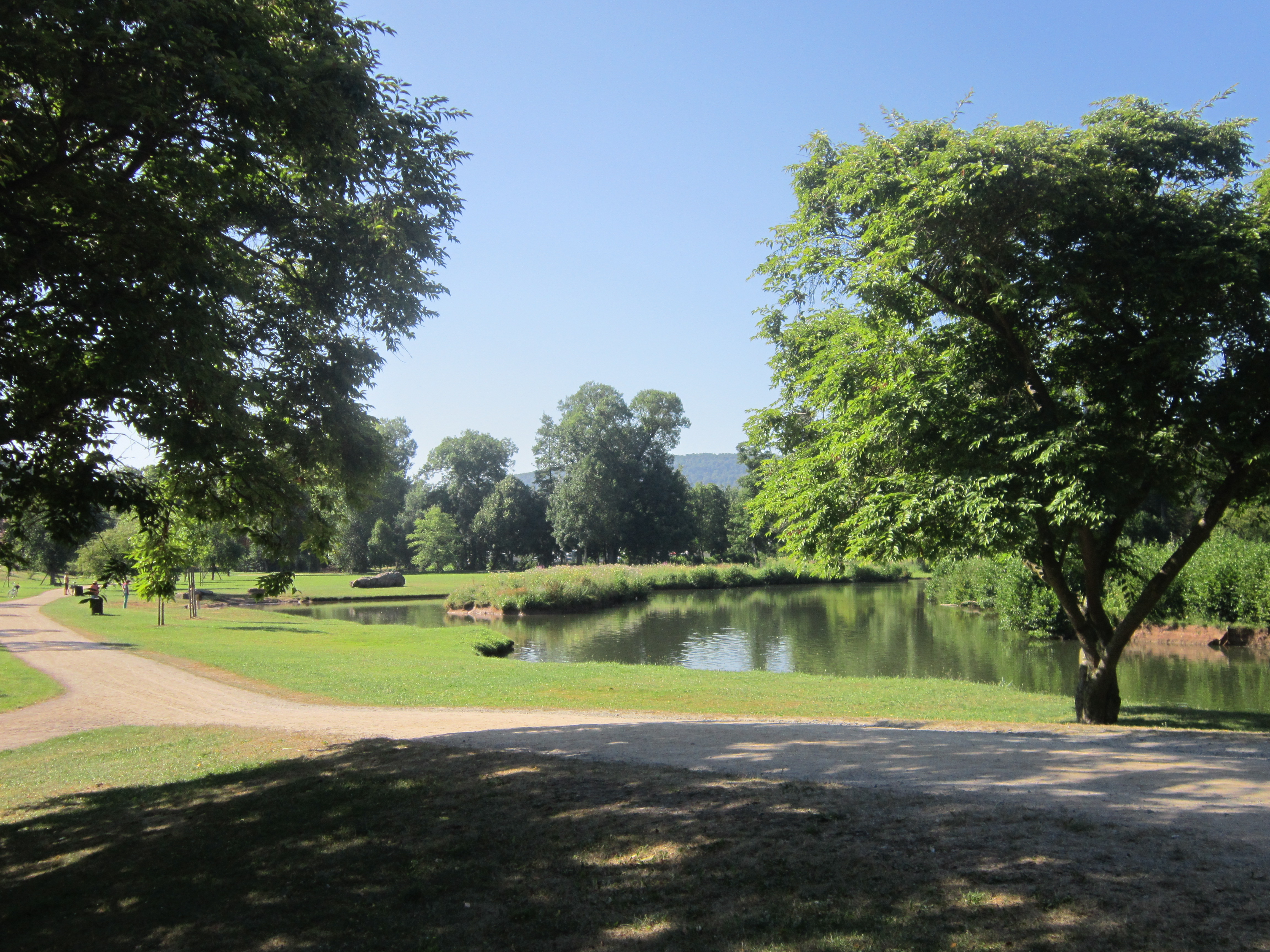
Saale-Mäander mit Saale-Strand.

Der Bad Kissinger Luitpoldpark ist eine Parkanlage an der Bismarckstraße in der bayerischen Kurstadt Bad Kissingen im unterfränkischen Landkreis Bad Kissingen.
Der nach dem bayerischen Prinzregenten Luitpold benannte Park gehört zu den Bad Kissinger Baudenkmälern und ist unter der Nummer D-6-72-114-257 in der Bayerischen Denkmalliste registriert.

## Geographische Lage
Der Luitpoldpark, ein rund 15 Hektar großer Landschaftsgarten im englischen Stil, befindet sich im Zentrum von Bad Kissingen entlang der Fränkischen Saale.
Südlich wird der Luitpoldpark von der Südbrücke und im Westen von der Bismarckstraße begrenzt. Der Luitpoldpark liegt unterhalb des  Altenbergs, der sich in östlicher Richtung jenseits der Bismarckstraße befindet. Am östlichen Rand des Luitpoldparks befinden sich von Süden her die Lindesmühlpromenade und nach Norden zu der Kurgarten mit Wandelhalle, Arkadenbau und Regentenbau. Am nördlichen Rand des Luitpoldparks befindet sich die Ludwigsbrücke; jenseits der Ludwigsbrücke schließt sich der Rosengarten an.

## Geschichte

### Entstehung
Die Entstehung des Luitpoldparks begann im Jahr 1871 nach Anlage des Bad Kissinger Luitpoldbads und des dazugehörigen Casinos. Das inzwischen unter Denkmalschutz stehende Luitpoldbad war von 1867 bis 1871 von Architekt Albert Geul erbaut worden.
Der königlich bayerische Hofgärtner Jacob Ickelsheimer wurde mit der Anpflanzung von Baumgruppen um die damalige Brunnenhalle, an deren Standort sich nun die Wandelhalle befindet, beauftragt, womit die Entstehung des Parkes ihren Anfang nahm. Der Park bestand zunächst aus dem Gelände um das Luitpoldbad und wurde im Lauf des 19. Jahrhunderts mehrfach erweitert.
Mit dem Luitpoldpark entstanden mehrere, inzwischen unter Denkmalschutz stehende Bauten wie die Ehemalige elektrische Zentrale des Luitpoldbads (entstanden 1898) und ein Gartenhaus von 1905.
Die zu den Bad Kissinger Baudenkmälern gehörende Ehemalige elektrische Zentrale des Luitpoldbads ist unter der Nummer D-6-72-114-303 in der Bayerischen Denkmalliste registriert. Das im Stil der Neurenaissance errichtete Gebäude ist ein kleiner Walmdachbau aus Rotsandstein mit Grausteingliederung. Er weist mit Eckquaderungen, Rundbogenöffnungen und übergiebelten Mittelrisaliten klassizistische Elemente auf. Der Bau diente zunächst als elektrische Zentrale und heute als Heizanlage des Luitpoldbads.
Bei dem 1905 entstandenen Gartenhaus (D-6-72-114-304) handelt es sich um einen eingeschossigen Fachwerkbau mit Walmdach und westlicher Altane. An der Altane sind Jugendstilschnitzereien angebracht. Die Vorhalle des Gartenhauses weist Öffnungen mit geschwungenen Stabwerklambrequins auf.
Im Jahr 1887 wurde nahe dem südlichen Parkrand, am heutigen Preußensteg, die Städtische Flussbade- und Schwimmanstalt errichtet. Als die Badeanlage den wachsenden Ansprüchen nicht mehr genügte, wurde sie abgerissen und durch das am Finsterberg gelegene Terrassenschwimmbad ersetzt.
Im Jahr 1913 wurde das ursprünglich am Haus Collard befindliche Maximilian-II.-Joseph-Denkmal vor das Casino des Luitpoldbads versetzt.

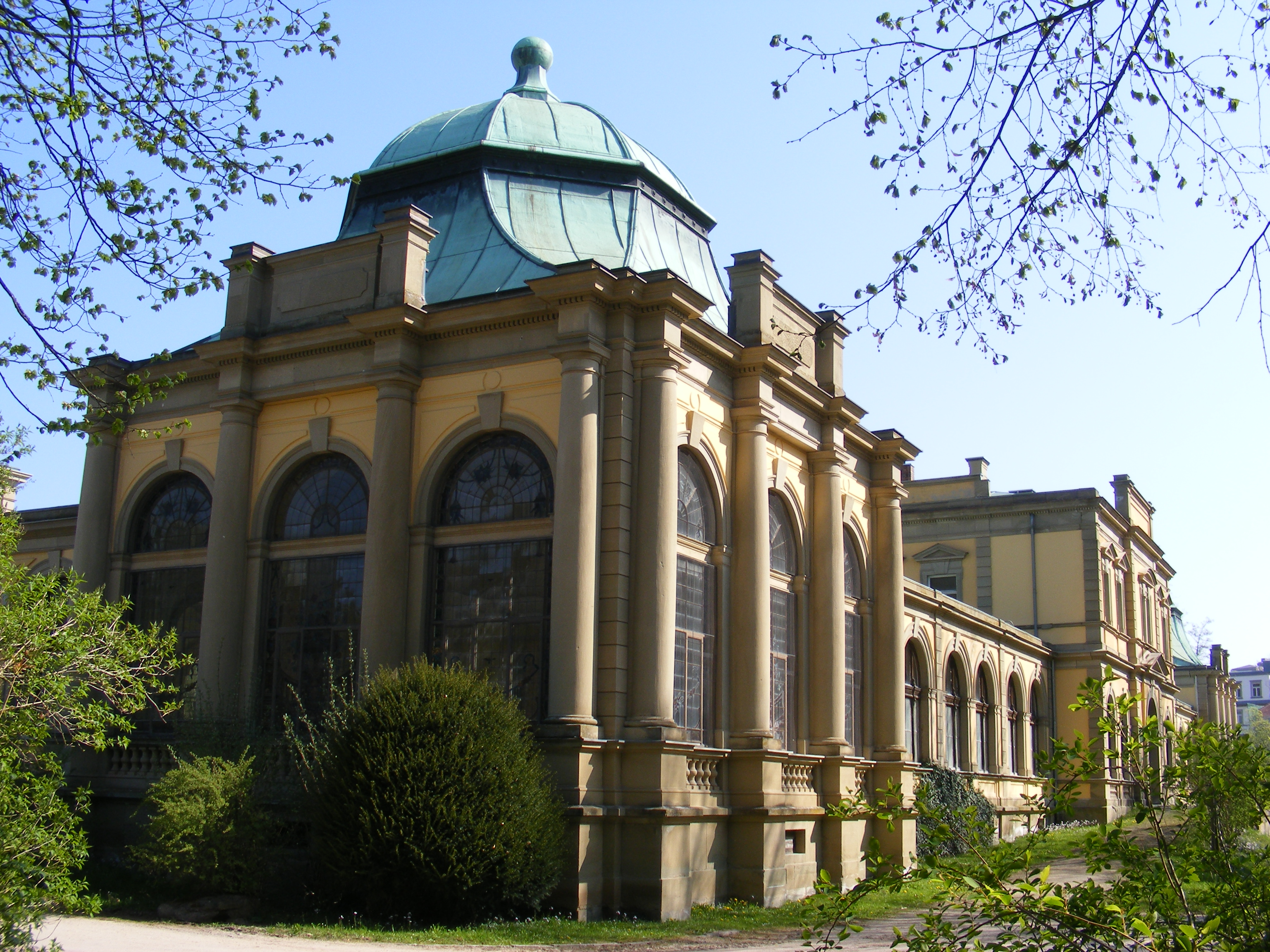
Luitpoldbad (1871)
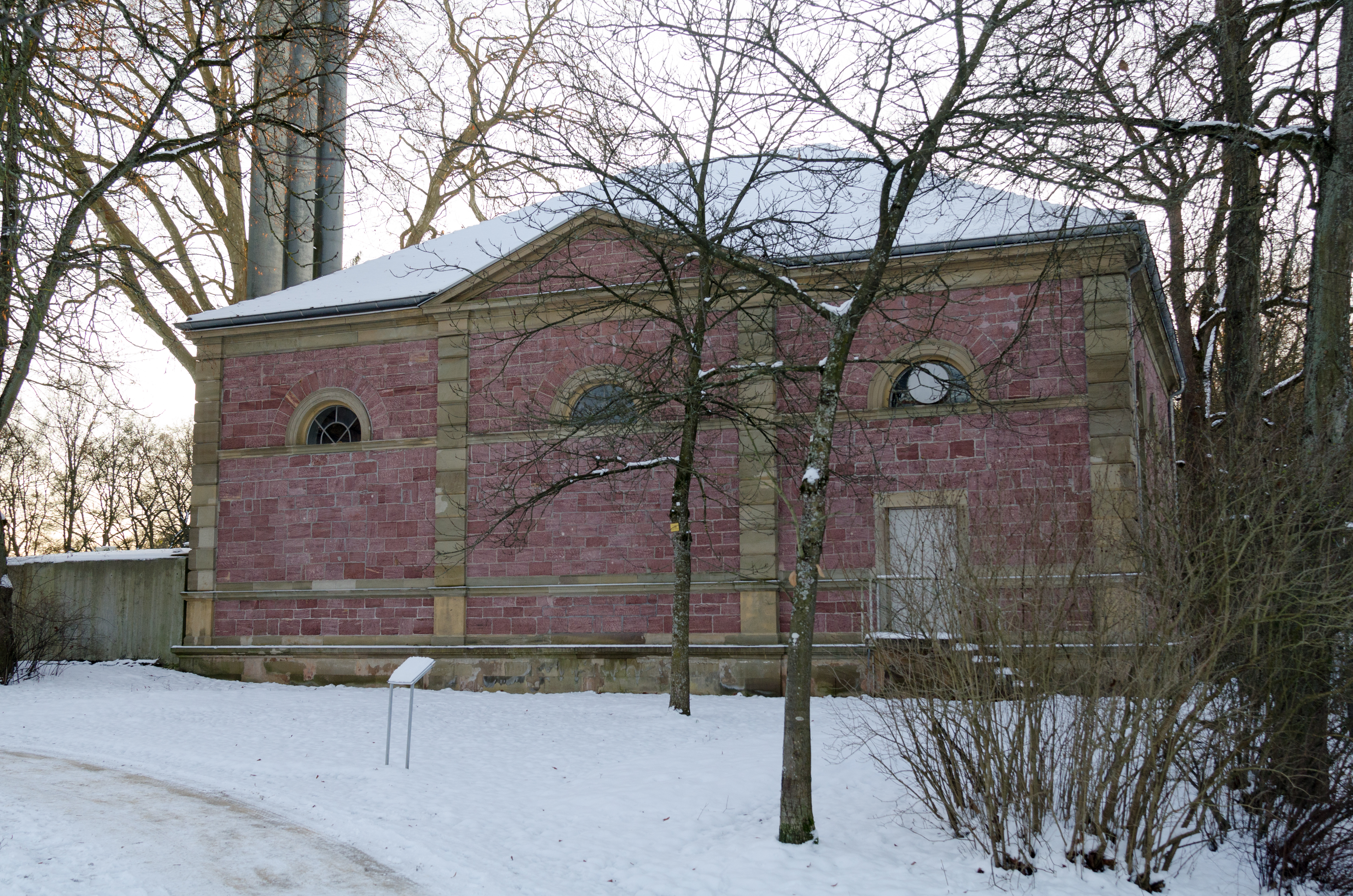
Ehemalige elektrische Zentrale des Luitpoldbads (1898)
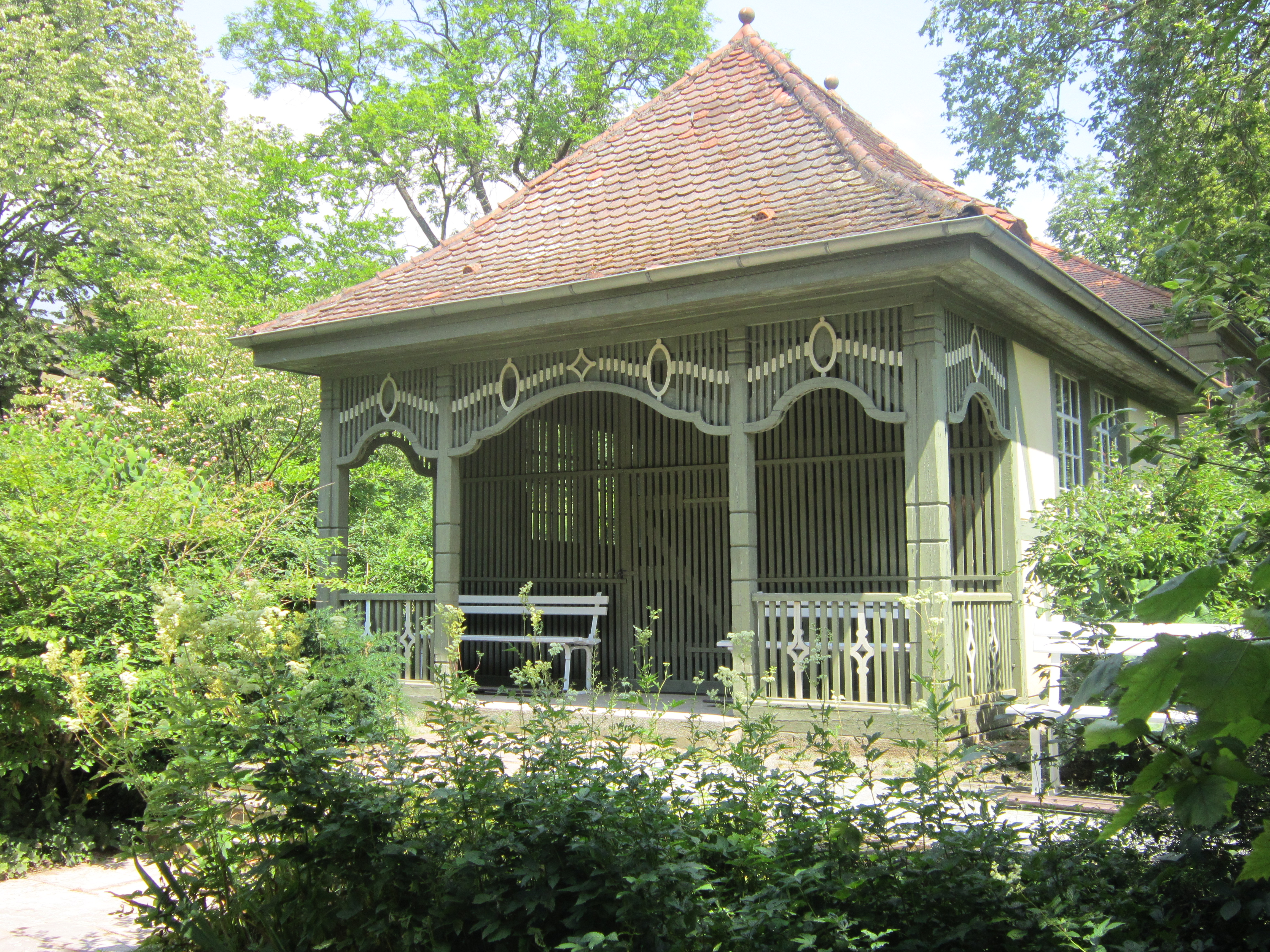
Gartenhaus (1905)
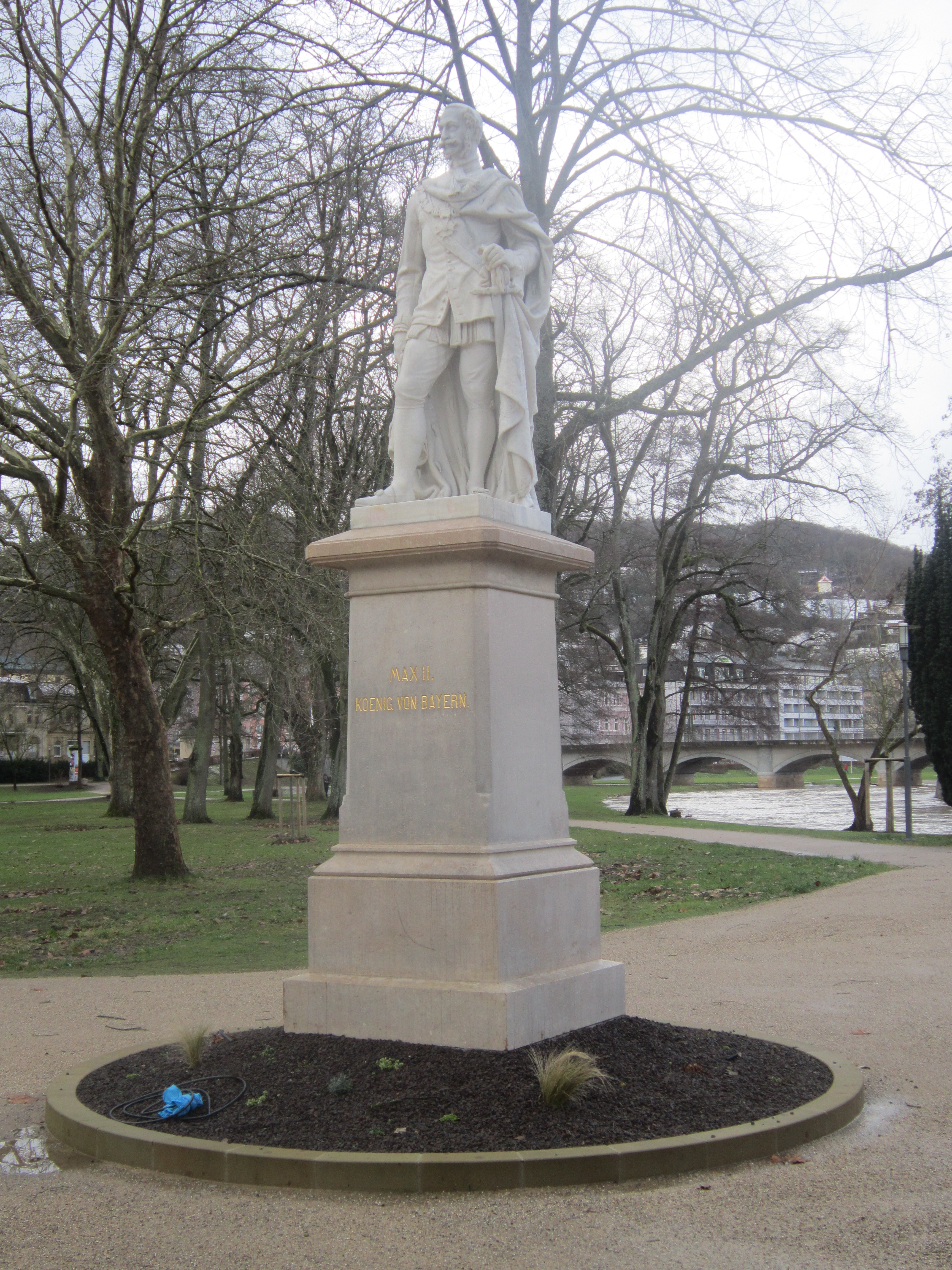
Maximilian-II.-Joseph-Denkmal

### Schlacht bei Kissingen
Am 10. Juli 1866 zogen in der Schlacht bei Kissingen im Rahmen des Deutschen Krieges preußische Truppen vom Altenberg kommend zur Ludwigsbrücke. Da diese jedoch verbarrikadiert war, zogen sie die Bismarckstraße entlang und überquerten die Saale zum einen an der Position des heutigen Preußenstegs (am heutigen Campingplatz) und zum anderen über den ehemaligen Lindesmühlensteg (An der heutigen Südbrücke). In beiden Fällen waren die bereits vorhandenen Stege von den bayerischen Truppen nur notdürftig abgerissen worden, so dass die preußischen Soldaten mit Brettern, Türen und Fensterläden aus dem auf dem Altenberg befindlichen Café Bellevue improvisorische Flussübergänge errichteten. Am Standort des ehemaligen Lindesmühlensteg befindet sich unterhalb der heutigen Südbrücke das Grab des "Toten Preußen".

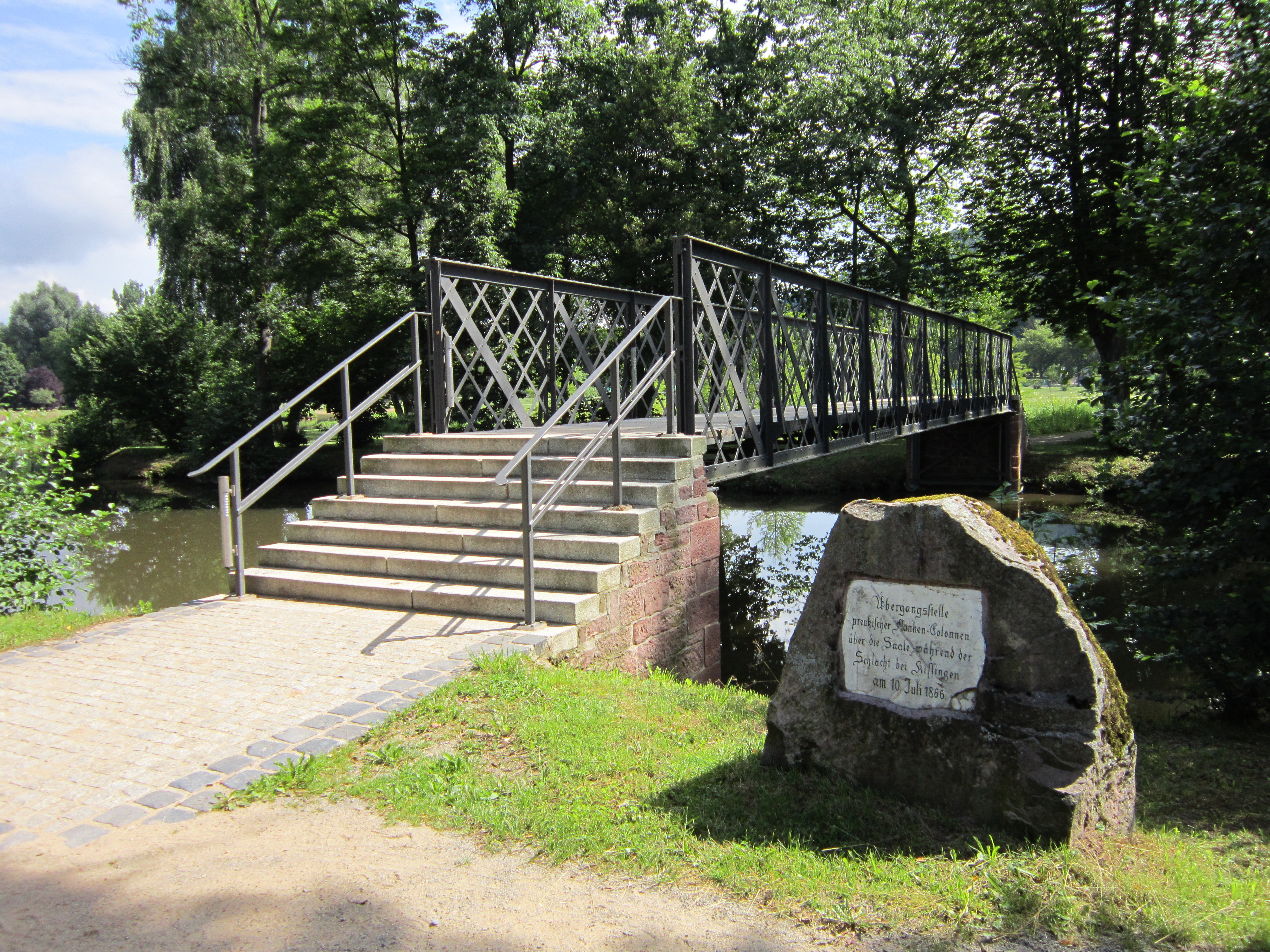
Preußensteg
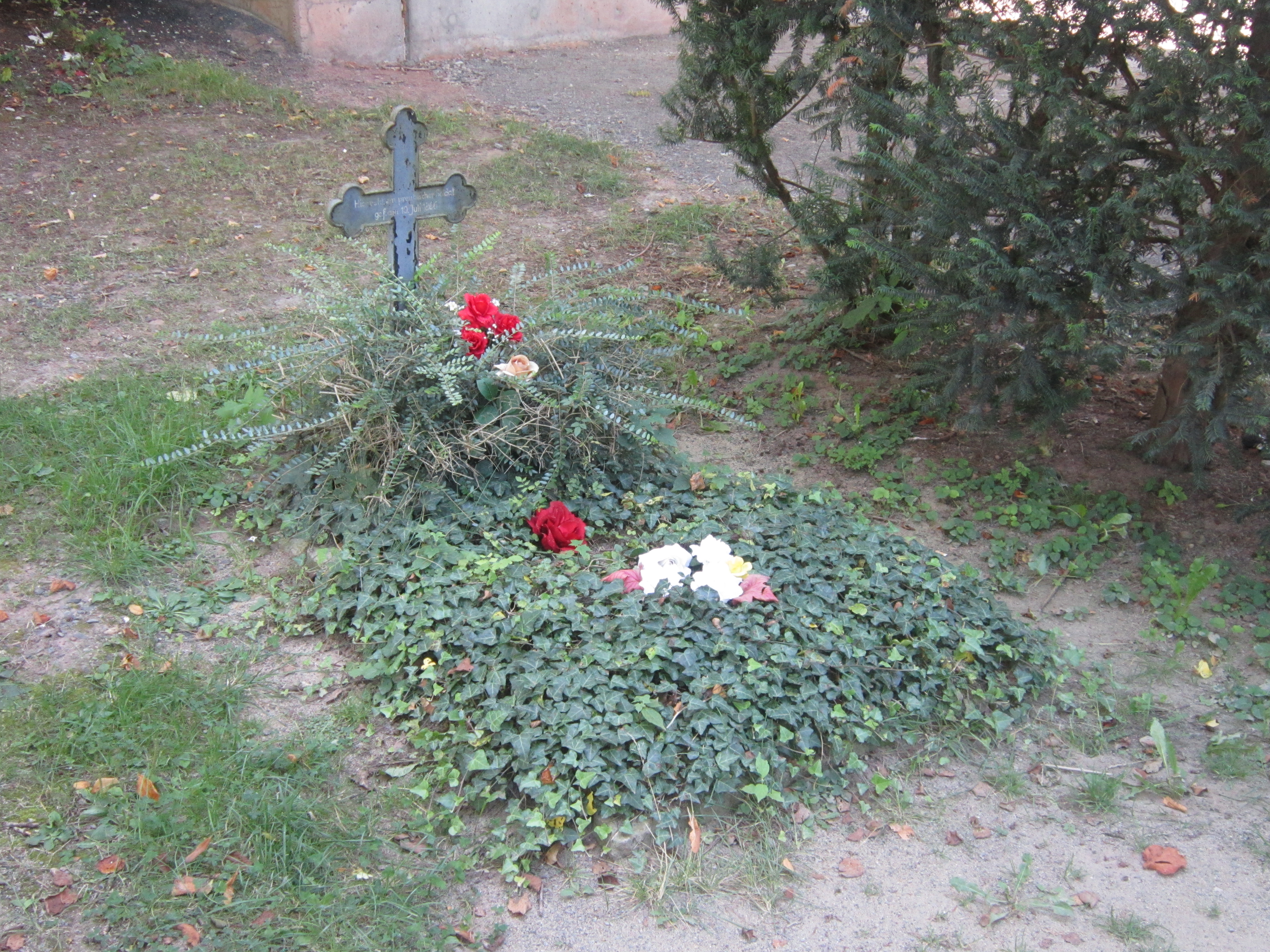
Grab des "Toten Preußen"

### 20. Jahrhundert und Gegenwart
Der Park war 1930 Austragungsort des ersten internationalen Rhönradturniers.
Im Jahr 1992 erfolgte die Aufstellung der im Jahr 1857 von Bildhauer Michael Arnold geschaffenen Brunnengruppe Hygieia an ihrem jetzigen Standort in der Lindesmühlpromenade des Luitpoldparks. Einer ihrer früheren Standorte war von 1869 bis 1960 bei der 1911 entstandenen Wandelhalle neben dem Luitpoldpark.
Im Lauf der Zeit wurde der Luitpoldpark um eine mediterrane Kneipplandschaft, einen Klanggarten und ein Rasenlabyrinth erweitert.
Nach dem Bad Kissinger Hochwasser von 2003 wurde bei der Anlage des Hochwasserschutzes im Jahr 2005 auch der Luitpoldpark miteinbezogen. Es wurden Spundwände errichtet, die die Errichtung von Absperrungen gegen Hochwasser ermöglichen. Der Luitpoldsteg wurde durch einen hochwassersicheren Neubau ersetzt sowie im südlichen Bereich des Luitpoldparks der Saale-Mäander angelegt. In diesem Zusammenhang wurde ein Nebenarm der Saale angelegt, an dem der Saalestrand entstand.
Am 22. September 2011 wurde am Westrand entlang der Bismarck-Straße der Pavillon der Religionen eingeweiht, der die verschiedenen Weltreligionen repräsentiert.

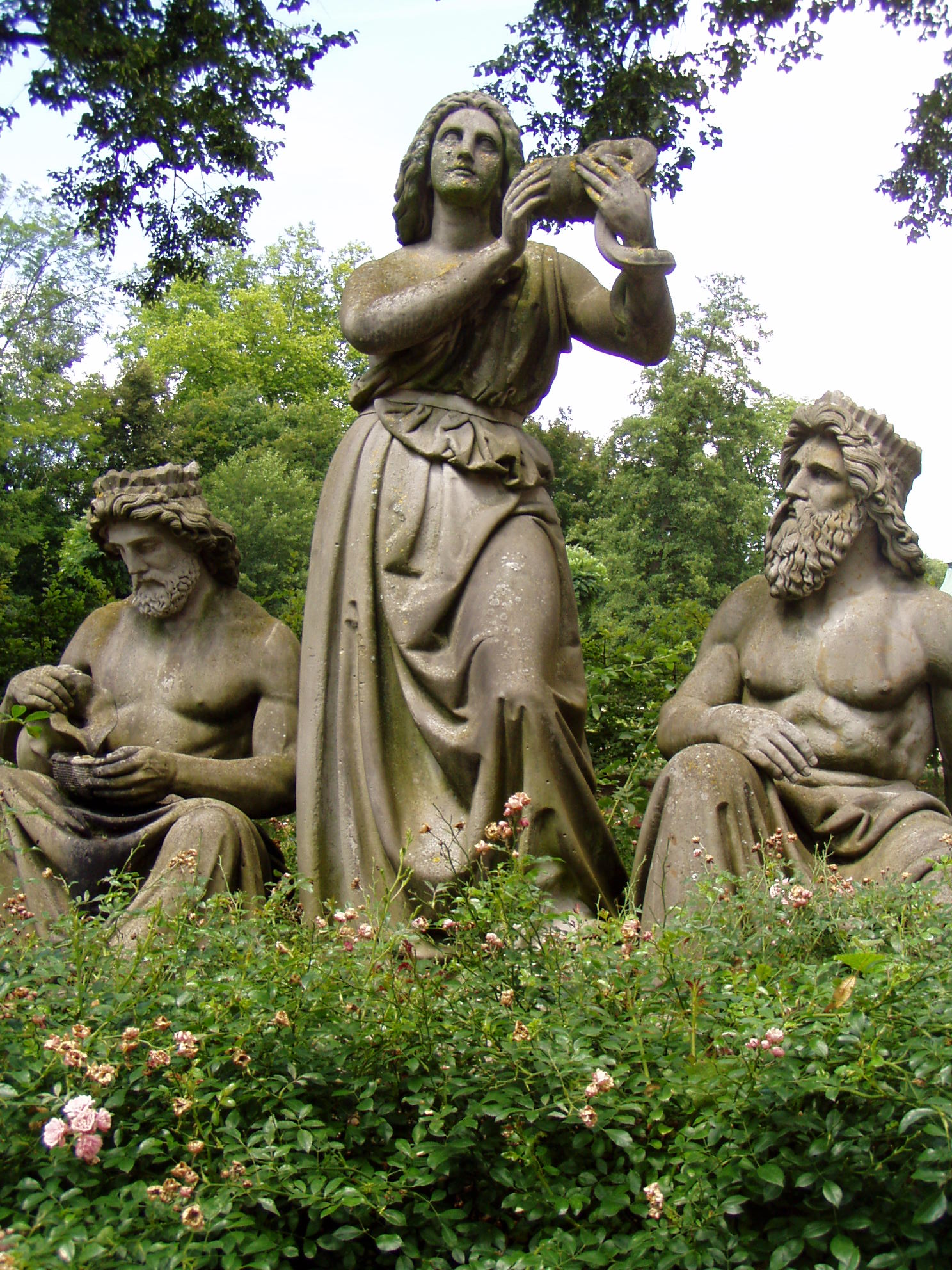
Hygieia
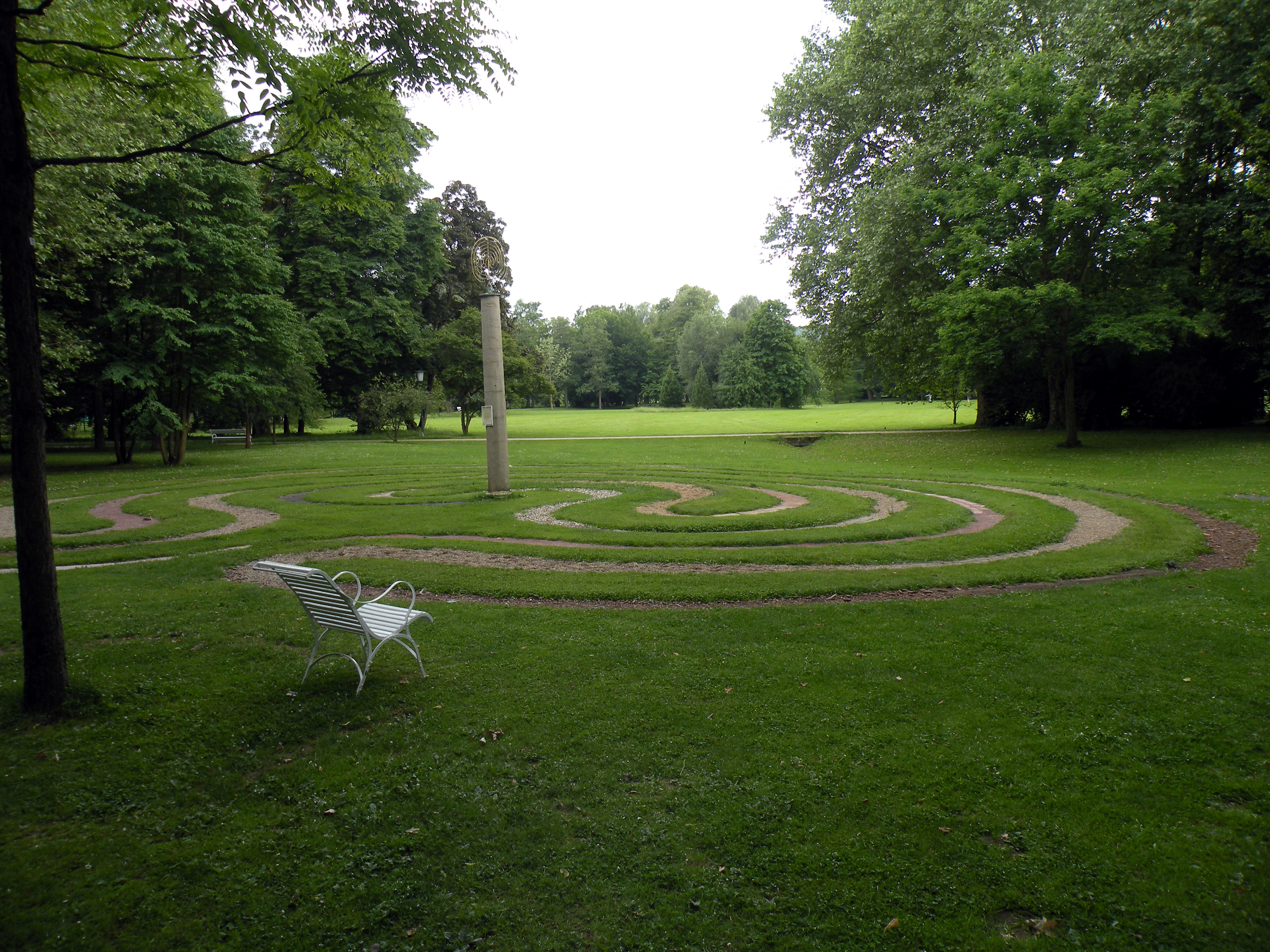
Rasenlabyrinth
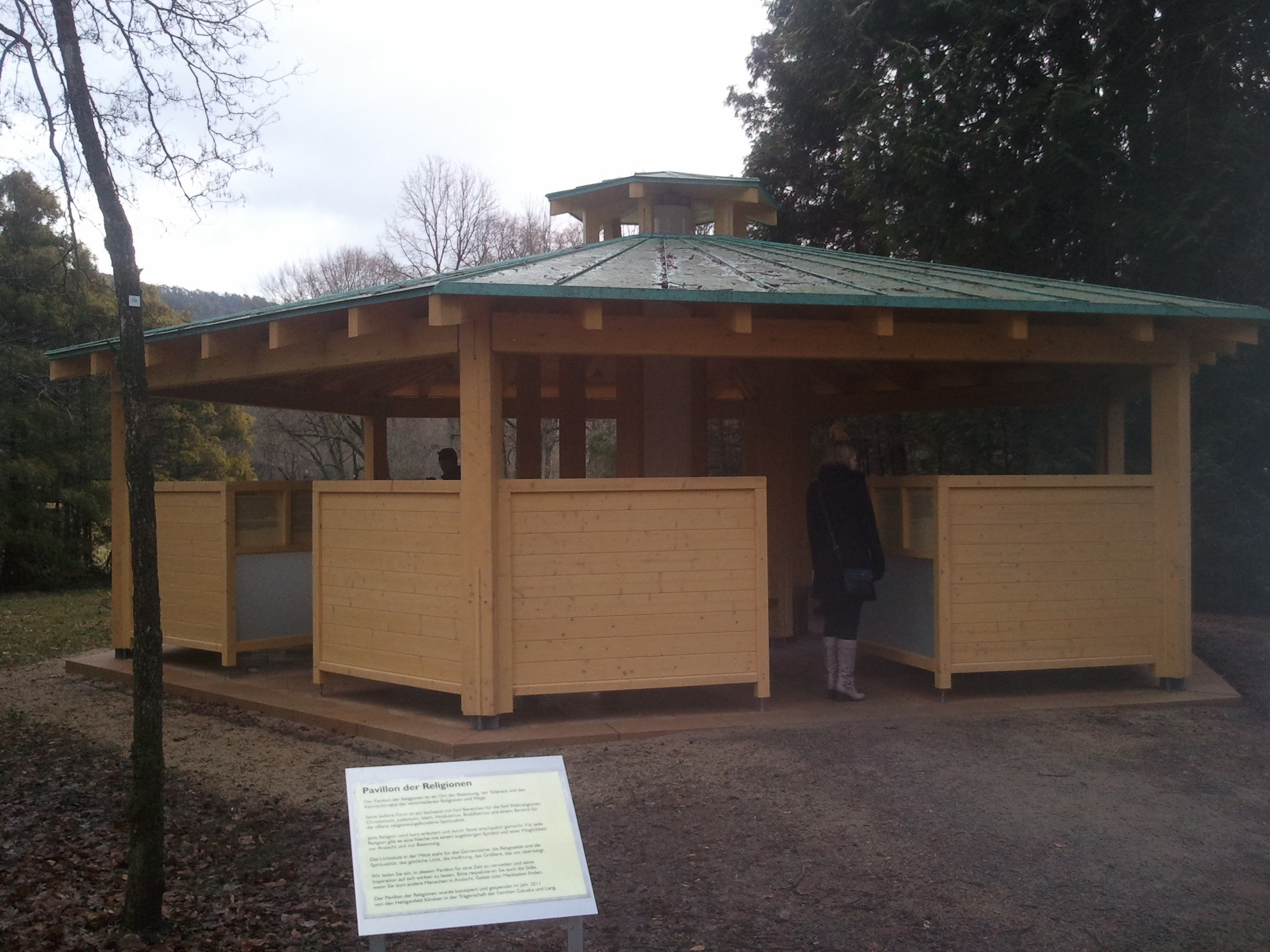
Pavillon der Religionen